# Tabitha Love
Tabitha Ashly Love (Brandon, 11 settembre 1991) è un'ex pallavolista canadese, nel ruolo di opposto.

## Carriera
La carriera di Tabitha Love inizia a livello scolastico, per poi continuare a livello universitario, quando giocando nella NCAA Division I veste prima la maglia della University of Minnesota e poi quella della University of California, Los Angeles, con la quale vince il titolo del 2011. Nella stagione 2013 inizia la carriera professionistica, giocando per nella Liga Superior portoricana per le Criollas de Caguas; nell'estate del 2013 debutta nella nazionale canadese, prendendo parte alla Coppa panamericana.
Nella stagione 2013-14 va a giocare nella ORLEN Liga polacca per il Budowlani Łódź Sportowa, mentre nella stagione successiva gioca nella Superliqa azera con l'Azəryol Voleybol Klubu.
Nel campionato 2015-16 approda nella 1. Bundesliga tedesca, dove difende i colori dello Schweriner Sportclub, per poi giocare nel campionato seguente nelle Pink Spiders, club della V-League sudcoreana.
Nella stagione 2017-18 viene ingaggiata dal club francese dell'ASPTT Mulhouse, militante in Ligue A, dove conquista la Supercoppa francese e chiude la sua carriera.

## Palmarès

### Club
- NCAA Division I: 1

2011
- Supercoppa francese: 1

2017